# コジョーの埋葬
コジョーの埋葬（コジョーのまいそう, 英語: The Burial of Kojo）は、ガーナを舞台にした2018年のブリッツ・バザウレ脚本監督作品。全編をガーナで撮影、クルーも、演技初心者を含む俳優陣も現地採用した低予算映画である。
この映画は、金山の廃坑に取り残された父コジョー（ジョセフ・オツマン）Joseph Otsimanが今にも息を引き取りそうになると、娘のエスィ（新人俳優シンツィア・ダンクワ）が湖に囲まれたふるさとの村から精霊の国を通って助けに行くという筋立てである。ブリッツ・バザウレ、 アマ・K・アベブレッセとクェク・オベン・ボアテンが共同で製作した。2018年9月21日ニューヨークで開催されたアーバンワールド・フィルムフェスティバル,において世界初上映され、「ベストナラティブ部門賞」（外国映画）を受賞した。ARRAY配給、2019年3月31日に映像ストリーミング配信事業会社Netflixで配信された初のガーナ映画である（数か国限定配信）。

## キャスト
- エスィ：シンツィア・ダンクワ
- 大人のエスィ（ナレーション）：アマ・K・アベブレッセ（英語版）
- コジョー：ジョセフ・オツマン（英語版）
- アマ（エスィの母）：マムレ・ジャンマ
- クワベナ（コジョーの兄弟）：コビナ・アミッサ＝サム
- アパル：ヘンリー・アドフォ
- ナナ（エスィの祖母）：ジョイス・アニマ・ミサ・アモア
- アサレ巡査部長：ブライアン・エンジェルス
- クームソン警部：ジョー・アド
- コジョー（幼少期）：エマニュエル・ネティ
- クワベナ（幼少期）：エドワード・ダンクワ
- アジョア：ザルファ・オドンコ

## 映画評
映画評は好意的だった。Rotten Tomatoes（ロッテン・トマト）というレビューサイトでは7人が講評、平均で10点満点で 9.25ポイントとお勧め度100%に達する。
リチャード・ブロディ記者(en) （「ニューヨーカー」誌）はこう綴った。「バザウレ監督は人生の終わりを迎えようとする美術家の内側に蘇る、若い頃の燃えるような絵心を描いてみせた」
「ハリウッド・レポーター」雑誌のジョン・デフォア記者からは「バザウレ監督のあまりにも豊穣な画面に目を奪われ、果たして物語はどこへ進もうとしているのか惑わされるかもしれない。しかし監督は物語の現実部分も詩的な部分も、映画冒頭部と呼応するエンディングへと収束させていく。若手監督の次作が待遠くなる観客は少なくないことだろう。」ブライアン・コステロ記者（Common Sense Media）の映画評は次のとおり。「みずみずしく美しい画面、物語の設定も魔法のような写実もめくるめく印象を繰り出す」
「ニューヨーカー」誌の"What to Stream: Forty of the best movies on Netflix right now（今ネットフリックスで観るべきベスト・ムービーズ40" (リチャード・ブロディ記者 2020年４月20日）の中のひとつとして選ばれた。

### 受賞歴
- 2018年 アーバンワールド映画祭 「最優秀ナラティブ部門賞」（ワールドシネマ）[8]
- 2019年 ルクソール・アフリカ映画祭 「最優秀ナラティブ部門賞」[10]